# تشارلز جونز (لاعب كرة سلة مواليد 1975)
تشارلز جونز (بالإنجليزية: Charles Jones)‏ مواليد 17 يوليو 1975 في بروكلين، نيويورك، هو لاعب كرة سلة أمريكي معتزل. بدأ مسيرته الاحترافية في سنة 1999. يبلغ طوله 6 قدم 3 بوصة (1.9 م). اعتزل اللعب في 2010.

## المسيرة الاحترافية
لعب مع شيكاغو بولز في سنة 1999، ثم لعب مع لوس أنجلوس كليبرز في سنة 1999، ثم لعب مع ليبرتاد دي سونتشاليس في الدوري الأرجنتيني في موسم 2003–2004، ثم لعب مع جيمناسيا إيسغريما دي كومودورو ريفادافيا في موسم 2005–2006.

## روابط خارجية
- تشارلز جونز على موقع إن بي أي (الإنجليزية)
- تشارلز جونز على موقع سبورتس رفرنس (الإنجليزية)
- تشارلز جونز على موقع كرة السلة الأوروبية.كوم (الإنجليزية)
- تشارلز جونز على موقع كلية كرة السلة في سبورتس رفرنس.كوم (الإنجليزية)
- تشارلز جونز على موقع ريلجم (الإنجليزية)
- تشارلز جونز على موقع بروبوليرز (الإنجليزية)
- تشارلز جونز على موقع سبورتس رفرنس (الإنجليزية)